# گنجینه فرهنگ مردم
گنجینه فرهنگ مردم مجموعه‌ای از منابع مستند با موضوعاتی مختلف از آداب و رسوم، سنت‌ها و اعتقادات مردم ایران است که با هدف شناسایی و حفظ میراث فرهنگ عامه‌ی مردم ایران و همچنین انتقال آن به نسل‌های آینده، به همت سید ابوالقاسم انجوی شیرازی، بین سال‌های ١٣٤١ و ١٣٥٧ شمسی در سازمان رادیو و تلویزیون ملی ایران گردآوری و سازماندهی شده‌است. این مجموعه با دربرداشتن ١١٥٠٠٠ برگ سند، ١٥٠٠ قطعه عکس و ٥٣٠٠ نوار شنیداری، به عنوان کامل‌ترین منبع موجود در ثبت و ضبط خرده فرهنگ‌های ایران به شمار می‌رود.

## نحوه‌ی گردآوری
سید ابوالقاسم اِنجوی شیرازی که نام هنری نجوا را برای خود برگزیده بود، از سال ۱۳۴۱ تا ۱۳۵٧ در چهارشنبه شب‌های رادیوی ملی ایران، با مخاطبان خویش به سخن می‌نشست. او از این فرصت استفاده کرد و از مخاطبان می‌خواست تا افسانه‌ها و قصه‌ها و حکایاتی را که از گذشتگان و گذشته‌های دور و نزدیک به خاطر دارند، برای او بفرستند تا به نام خودشان از رادیو بخواند. هر هفته، تعداد زیادی افسانه و قصه و ضرب‌المثل و روایت از عادات و آداب و رسوم مردم نواحی مختلف ایران به دست او می‌رسید.

او همچنین کتابچه‌ای را تدوین کرد که نقش شیوه‌نامه برای جمع‌آوری داستان‌های عامیانه را داشت. در این شیوه‌نامه مواردی را متذکر شده بود تا قصه‌هایی که مردم عادی برای او ارسال می‌کردند، تا حد امکان دست‌نخورده و اصیل باقی بمانند. به طور مثال در بخش‌هایی از این شیوه نامه چنین آمده است:
... در نوشتنِ فولکلورِ هر نقطه، حتی آبادی یا ولایتِ خودتان، هرگز به حافظه و هوش اعتماد نکنید. پرسیدن از بزرگترها و کمک گرفتن از پیران و سالخوردگان ننگی ندارد که بعضی‌ها از پرسیدن اجتناب دارند. این کار ننگ که ندارد، سهل است بلکه واجب و لازم و خیلی هم مفید و پسندیده است... . در هیچ مطلبی دخل و تصرّف نکنید و آنچه از پیران و سالخوردگان شنیده‌اید و می‌شنوید، همان را عیناً و بی‌کم‌وکاست به حافظه بسپارید و بعد روی کاغذ بیاورید و به حدّی دقت به خرج دهید که یک کلمهٔ آن را پس و پیش نکنید. مثالی را که بارها گفته‌ایم، اینجا باز تکرار می‌کنیم که: دقتِ یک گردآورنده فرهنگِ عامیانه درست باید شبیه دقت و حساسیت دوربین عکاسی یا دستگاه ضبط صوت باشد... .
تلاش‌های او در نهایت منجر شد به ایجاد مجموعه‌ای شامل تعداد پرشماری از اوراق دست‌نویس با متون متفاوت، اطلاعات، اظهارات، توصیف‌ها و قصه‌ها، و حتی صدها شیء مورد مصرف روزانه، یادگاری و تعلّقات شخصی که افراد برای وی می‌فرستادند. 

## مجموعه کتاب
مجوعه کتاب‌های گنجینه فرهنگ مردم از پنج دفتر تشکیل شده است و شامل داستان‌ها، افسانه‌ها و ضرب‌المثل‌هایی است که اِنجوی طی سال‌ها در پرنامه‌ی رادیویی خویش از مردم عادی دریافت کرده‌است. چهار مجلّد از این مجموعه تحت عنوان «قصه‌های ایرانی» تدوین شده اند و اسامی آن‌ها عبارت‌اند از: «گل به صنوبر چه کرد؟»، «دختر نارنج و ترنج»، «گل بومادران» و «عروسک سنگ صبور». دفتر پنجم این مجموعه نیز «تمثیل و مثل» نام دارد. 
این مجموعه توسط احمد وکیلیان که از دستیاران انجوی بود، ویرایش دوباره شده و با فرمت و همچنین طرح جلد جدید، توسط انتشارات امیرکبیر به چاپ رسیده است.